# 宋家豪
宋 家豪（ソン・チャーホウ、1992年9月6日 - ）は、台湾（中華民国）・台東県出身のプロ野球選手（投手）。右投左打。東北楽天ゴールデンイーグルス所属。
台東県出身のアミ族。

## 経歴

### プロ入り前
国立体育大学出身。同大学在学中の2014年に仁川アジア競技大会と第1回21Uワールドカップへ台湾代表として出場した。
2015年6月に開催されたCPBLドラフト会議にて、統一ライオンズから2巡目で指名されたが、NPB入りを目指すために入団を拒否した。7月には光州ユニバーシアードに台湾代表として出場。10月17日に来日し、翌18日から東北楽天ゴールデンイーグルスの秋季練習に参加した。
10月20日に楽天と育成選手契約を締結した。推定年俸は440万円、背番号は143。登録名は、本名をカタカナで表記したソン・チャーホウ。その後は第1回プレミア12（詳細後述）に出場するため、チームを離れた。

### 楽天時代
2016年は主に先発としてイースタン・リーグ公式戦で15試合に登板し、6勝3敗・防御率2.44を記録した。オフに推定年俸440万円で楽天と育成選手契約を締結。11月30日には、登録名を宋家豪に変更することが発表された。
2017年は開幕前に第4回WBC（詳細後述）へ出場。レギュラーシーズンでは、イースタン・リーグで17試合に登板して5勝1敗・防御率5.40、38回1/3を投げて34奪三振を記録すると、7月31日に支配下選手契約を締結。背番号は94へ変更となった。8月11日に出場選手登録され、同日のオリックス・バファローズ戦でプロ初登板を果たし、最速153km/hを計測したが、1回3安打1奪三振2失点という結果であり、この1試合のみで8月14日に出場選手登録を抹消された。10月4日に再登録されると、同7日の千葉ロッテマリーンズ戦ではプロ初ホールドを記録。レギュラーシーズンでは一軍で5試合に登板し、0勝0敗3ホールド・防御率3.86を記録すると、CSでもベンチ入りし、埼玉西武ライオンズとのファーストステージ、福岡ソフトバンクホークスとのファイナルステージに2試合ずつ登板した。オフに推定年俸440万円で楽天との契約を更新。併せて背番号43への変更が球団から発表された。
2018年は5月16日に出場選手登録。4試合の登板で防御率2.70を記録していたが、ペゲーロが不振である一方、二軍で実戦復帰したディクソンが好調という外野手事情があり、5月24日に出場選手登録を抹消された。6月3日に再登録され、2登板で2ホールドを記録したものの、ディクソンとアマダーが昇格する兼ね合いで同11日に登録抹消。ただ、ウィーラーが骨折、ディクソンは左太ももを痛めて戦列を離れ、6月23日に出場選手登録されると、翌24日の北海道日本ハムファイターズ戦でプロ初勝利を挙げた。その後はシーズン終了まで一軍に帯同し、この年は40試合に登板。5勝3敗6ホールド・防御率1.73を記録し、飛躍の1年となった。オフに推定年俸1500万円で楽天との契約を更新した。
2019年は初めて開幕を一軍で迎えると、開幕からセットアッパーとしてフル回転。5月24日のオリックス戦を終えた時点では23試合に登板し、1勝1敗14ホールド・防御率1.57を記録していたが、25日の同カードで救援失敗して以降は疲労により調子を落とし、6月13日に出場選手登録を抹消された。抹消後は二軍で14試合に登板し、防御率5.25という成績であったが、8月22日に再登録されると、レギュラーシーズン終了まで（17試合連続）無失点を記録。この年は48試合に登板し、3勝2敗24ホールド・防御率2.18という成績でブルペンを支えた。ソフトバンクとのCSファーストステージでは3連投したが、第3戦では内川聖一に決勝のソロ本塁打を打たれた。オフに推定年俸4500万円で楽天との契約を更新した。
2020年は新型コロナウイルスの影響で120試合制・開幕延期となり、6月19日の開幕は二軍で迎えたが、翌20日に出場選手登録。しかし、7月21日のオリックス戦で若月健矢に逆転満塁本塁打を打たれ、1/3回を4失点で敗戦投手となるなど、失点する試合では複数失点が目立った。9月18日のソフトバンク戦でも2/3回で2失点を喫し、この登板を最後に同21日に出場選手登録を抹消された。10月6日に再登録されたが、同18日のソフトバンク戦では真砂勇介に3点本塁打を打たれるなど、2/3回を投げて4安打4失点。10月22日の登録抹消以降の一軍登板は無く、この年は38試合の登板で1勝2敗10ホールド・防御率6.94という成績に終わった。
2021年1月17日、推定年俸4725万円で楽天との契約を更新したことが発表された。シーズンでは2年ぶりに開幕を一軍で迎えると、前年の勝ちパターンを担っていたブセニッツが開幕3日目に背中の張りで離脱。牧田和久も再調整で4月18日に出場選手登録を抹消されると、セットアッパーに定着し、7月4日終了時点で34試合に登板して1勝1敗18ホールド・防御率1.95を記録。翌5日に監督推薦でオールスターに初選出され、球宴第2戦に5番手として登板した。後半戦に入ると、8月26日に守護神・松井裕樹が右太もも痛で離脱し、同日のオリックス戦でプロ初セーブを挙げた。その後も安樂智大・酒居知史と共に「日替わり守護神」を務め、この年はシーズンを通して一軍に帯同。リーグ2位の63試合に登板し、3勝3敗24ホールド7セーブ・防御率2.13と好成績を収めた。オフに推定年俸1億1000万円で楽天との契約を更新した。
2022年は2月の春季キャンプ中に母親を亡くし、一時帰国。再来日後、隔離期間を経てチームに合流し、開幕は二軍で迎えたが、4月19日に出場選手登録された。7月前半にリフレッシュで登録抹消された期間があったものの、シーズンの大半を一軍で過ごし、この年は54試合の登板で4勝2敗20ホールド・防御率2.61を記録した。オフに推定年俸1億1000万円で楽天との契約を更新した。
2023年は第5回WBCへの出場（詳細後述）を経て、シーズンでは2年ぶりに開幕を一軍で迎えたが、6試合の登板で防御率6.00と不調が続き、4月24日に出場選手登録を抹消された。5月9日に再登録されると、夏場に3週間ほど二軍再調整期間がありながらもブルペンの一角を担い、9月17日のオリックス戦では通算100ホールドを達成。「台湾出身投手のNPB通算100ホールド」は史上初であった。この年は49試合の登板で2勝1敗16ホールド・防御率2.89を記録。オフに推定年俸9000万円で楽天との契約を更新した。
2024年も開幕を一軍で迎え、8回のセットアッパーを務めた。開幕からの7登板では4ホールドを挙げながら、計6回1/3で11安打3失点と打ち込まれたものの、その後は安定した投球を披露。交流戦終了時点では26試合に登板し、1勝2敗16ホールド・防御率1.48を記録していた。ただ、リーグ戦再開初戦となった6月21日の日本ハム戦では1点リードの7回裏から登板するも、フランミル・レイエスに満塁本塁打を被弾するなど、1回4安打2四死球6失点と振るわず、同23日に出場選手登録を抹消された。7月26日に再登録され、勝ちパターンには藤平尚真と鈴木翔天が定着していたこともあり、宋はホールド機会が少ないながらもブルペンの一角を担ったが、9月20日の日本ハム戦では先頭打者をライトフライに打ち取った直後、膝に手をつく仕草を見せ、わずか4球で緊急降板となり、翌21日に登録抹消。そのままシーズンを終えることとなり、この年は41試合の登板で1勝2敗17ホールド・防御率3.18という成績であった。オフに推定年俸9000万円で楽天との契約を更新した。
2025年は春季キャンプを二軍でスタートし、2月14日から一軍へ合流したが、同21日に下半身のコンディション不良で離脱。2月25日に千葉県内の病院で右膝外側半月板縫合術を受け、試合復帰に6か月を要する見込みであることが同27日に球団から発表された。

## 代表経歴

### 第1回プレミア12
2015年9月30日、第1回プレミア12の台湾代表に選出されたことが発表された。
11月14日、1次ラウンドのキューバ戦に先発し、7回途中1失点（自責点0）の好投でチームの勝利に貢献した。

### 第4回WBC
2017年1月23日、第4回WBCの台湾代表に選出された。
3月8日、1次ラウンドのオランダ戦に先発したが、3回1/3を4失点で降板した。

### 第2回プレミア12
2019年10月2日、第2回プレミア12の台湾代表に選出されたが、疲労を理由に出場を辞退した。

### 第5回WBC
2023年2月6日、第5回WBCの台湾代表に選出された。
チームは1次ラウンドで敗退したが、4戦中3試合に登板し、セーブも記録した。

## 選手としての特徴

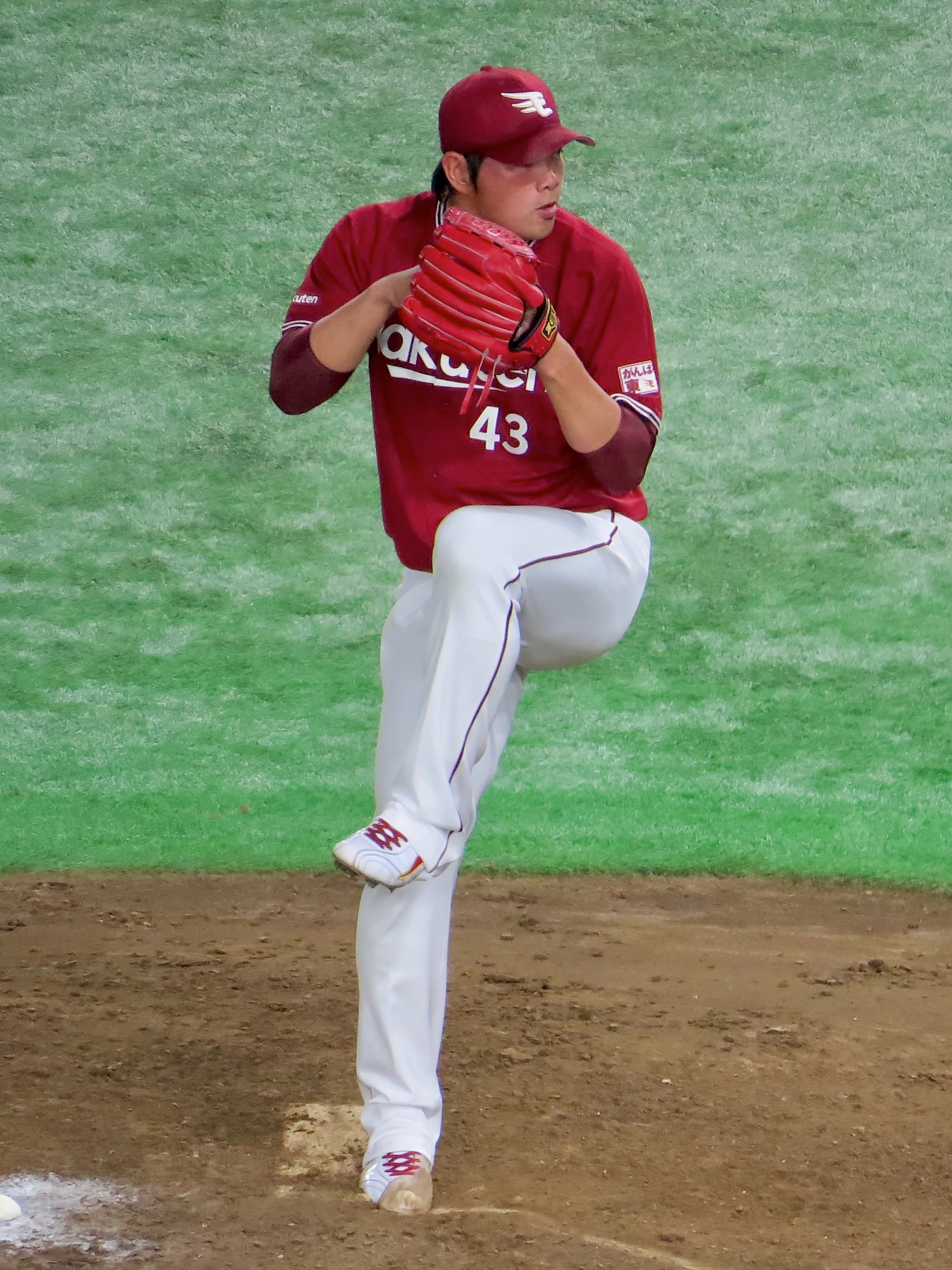
東京ドームにて（2018年）

投球フォームはオーバースロー。ストレートの最速は156km/hを計測し、変化球はスライダー・カーブ・チェンジアップ・ツーシームを投じる。

## 詳細情報

### 年度別投手成績
| 年 度     | 球 団     | 登 板 | 先 発 | 完 投 | 完 封 | 無 四 球 | 勝 利 | 敗 戦 | セ 丨 ブ | ホ 丨 ル ド | 勝 率 | 打 者 | 投 球 回 | 被 安 打 | 被 本 塁 打 | 与 四 球 | 敬 遠 | 与 死 球 | 奪 三 振 | 暴 投 | ボ 丨 ク | 失 点 | 自 責 点 | 防 御 率 | W H I P |
| --------- | --------- | ----- | ----- | ----- | ----- | -------- | ----- | ----- | -------- | ----------- | ----- | ----- | -------- | -------- | ----------- | -------- | ----- | -------- | -------- | ----- | -------- | ----- | -------- | -------- | ------- |
| 2017      | 楽天      | 5     | 0     | 0     | 0     | 0        | 0     | 0     | 0        | 3           | ----  | 18    | 4.2      | 3        | 0           | 1        | 0     | 0        | 6        | 0     | 0        | 2     | 2        | 3.86     | 0.86    |
| 2018      | 楽天      | 40    | 0     | 0     | 0     | 0        | 5     | 3     | 0        | 6           | .625  | 167   | 41.2     | 26       | 5           | 21       | 5     | 0        | 38       | 0     | 0        | 9     | 8        | 1.73     | 1.13    |
| 2019      | 楽天      | 48    | 0     | 0     | 0     | 0        | 3     | 2     | 0        | 24          | .600  | 186   | 45.1     | 34       | 2           | 23       | 2     | 0        | 40       | 1     | 0        | 14    | 11       | 2.18     | 1.26    |
| 2020      | 楽天      | 38    | 0     | 0     | 0     | 0        | 1     | 2     | 0        | 10          | .333  | 162   | 36.1     | 35       | 7           | 17       | 2     | 1        | 29       | 2     | 0        | 29    | 28       | 6.94     | 1.43    |
| 2021      | 楽天      | 63    | 0     | 0     | 0     | 0        | 3     | 3     | 7        | 24          | .500  | 246   | 60.2     | 46       | 2           | 23       | 2     | 2        | 49       | 1     | 0        | 18    | 15       | 2.23     | 1.14    |
| 2022      | 楽天      | 54    | 0     | 0     | 0     | 0        | 4     | 2     | 0        | 20          | .667  | 209   | 51.2     | 45       | 5           | 15       | 1     | 0        | 38       | 2     | 0        | 18    | 15       | 2.61     | 1.16    |
| 2023      | 楽天      | 49    | 0     | 0     | 0     | 0        | 2     | 1     | 0        | 16          | .667  | 188   | 46.2     | 41       | 5           | 11       | 0     | 0        | 35       | 3     | 0        | 16    | 15       | 2.89     | 1.11    |
| 2024      | 楽天      | 41    | 0     | 0     | 0     | 0        | 1     | 2     | 0        | 17          | .333  | 164   | 39.2     | 41       | 3           | 7        | 3     | 2        | 22       | 1     | 0        | 15    | 14       | 3.18     | 1.21    |
| 通算：8年 | 通算：8年 | 338   | 0     | 0     | 0     | 0        | 19    | 15    | 7        | 120         | .559  | 1340  | 326.2    | 271      | 29          | 118      | 15    | 5        | 257      | 10    | 0        | 121   | 108      | 2.98     | 1.19    |

- 2024年度シーズン終了時
- 各年度の太字はリーグ最高

### 年度別守備成績
| 年 度 | 球 団 | 投手  | 投手  | 投手  | 投手  | 投手  | 投手     |
| 年 度 | 球 団 | 試 合 | 刺 殺 | 補 殺 | 失 策 | 併 殺 | 守 備 率 |
| ----- | ----- | ----- | ----- | ----- | ----- | ----- | -------- |
| 2017  | 楽天  | 5     | 0     | 0     | 0     | 0     | ----     |
| 2018  | 楽天  | 40    | 3     | 7     | 0     | 0     | 1.000    |
| 2019  | 楽天  | 48    | 2     | 10    | 0     | 0     | 1.000    |
| 2020  | 楽天  | 38    | 3     | 11    | 0     | 0     | 1.000    |
| 2021  | 楽天  | 63    | 2     | 7     | 0     | 1     | 1.000    |
| 2022  | 楽天  | 54    | 3     | 8     | 0     | 1     | 1.000    |
| 2023  | 楽天  | 49    | 2     | 6     | 0     | 0     | 1.000    |
| 2024  | 楽天  | 41    | 2     | 5     | 0     | 0     | 1.000    |
| 通算  | 通算  | 338   | 17    | 54    | 0     | 2     | 1.000    |

- 2024年度シーズン終了時

### 表彰
国際大会
- 第1回21U野球ワールドカップ最優秀防御率[5]

### 記録
初記録
- 初登板：2017年8月11日、対オリックス・バファローズ17回戦（京セラドーム大阪）、7回裏に2番手で救援登板、1回2失点[16]
- 初奪三振：同上、7回裏にクリス・マレーロから空振り三振[15]
- 初ホールド：2017年10月7日、対オリックス・バファローズ25回戦（京セラドーム大阪）、8回裏二死に4番手で救援登板、1/3回無失点[19]
- 初勝利：2018年6月24日、対北海道日本ハムファイターズ11回戦（楽天生命パーク宮城）、8回表に3番手で救援登板、1回無失点[117]
- 初セーブ：2021年8月26日、対オリックス・バファローズ16回戦（楽天生命パーク宮城）、9回表に5番手で救援登板・完了、1回無失点[118]

節目の記録
- 100ホールド：2023年9月16日、対オリックス・バファローズ20回戦（京セラドーム大阪）、7回裏に2番手で救援登板、1回無失点 ※史上45人目、台湾出身投手では史上初[88]

その他の記録
- オールスターゲーム出場：1回（2021年）

### 背番号
- 143（2016年[6] - 2017年7月30日）
- 94（2017年7月31日[12] - 同年終了）
- 43（2018年[24] - ）

### 登録名
- ソン・チャーホウ（2016年）
- 宋 家豪（ソン チャーホウ、2017年 - ）

### 登場曲
- 「Fight Song」Rachel Platten（2018年 - 2019年、2020年10月 - ）
- 「I was King」ONE OK ROCK（2020年 - 同年9月）

### 代表歴
- 2014年アジア競技大会チャイニーズタイペイ代表
- 第1回21U野球ワールドカップチャイニーズタイペイ代表
- 2015年夏季ユニバーシアードチャイニーズタイペイ代表
- 2015 WBSCプレミア12 チャイニーズタイペイ代表
- 2017 ワールド・ベースボール・クラシック・チャイニーズタイペイ代表
- 2023 ワールド・ベースボール・クラシック・チャイニーズタイペイ代表